# Luis Guillermo Solís
Luis Guillermo Solís Rivera (sinh ngày 25 tháng 4 năm 1958) là một chính trị gia Costa Rica đã là Tổng thống Costa Rica kể từ năm 2014. Ông là một thành viên của Đảng Hành động Công dân trung tả. Solís vẫn dẫn đầu trong cuộc bầu cử tổng thống năm 2014, và ông đã nhậm chức tổng thống trên thực tế sau khi ứng cử viên xếp thứ nhì ở vòng đầu tiên, San José thị trưởng Johnny Araya Monge, ngừng chiến dịch vận động.